# Лазаров, Кирил Георгиев
Кирил Георгиев Лазарев (болг. Кирил Лазаров; 24 июля 1895, Долна-Баня, Княжество Болгария — 13 июня 1980, София) — болгарский революционер, экономист, государственный и общественный деятель, член-корреспондент Болгарской АН (1958), Герой Социалистического Труда НРБ (1964).

## Биография
Изучал право в Софийском университете.
Член Болгарской компартии (изначально Болгарской рабочей социал-демократической партии тесных социалистов) с 1915 года, член ЦК БКП с 1953 года. Во время Первой мировой войны 1914-1918 годов — один из организаторов солдатских комитетов, в 1920—1922 — на партийной работе в Софии, участник Сентябрьского антифашистского восстания 1923 г.
В 1924—1945 годах находился в СССР, занимался научной и партийной работой. Во время Второй мировой войны был редактором нелегальной радиостанции «Христо Ботев» (1940—1945), вещавшей с территории СССР, пропагандировал и координировал Движение Сопротивления в Болгарии (1941—1944).
В 1947—1948 годах — главный директор ЦСУ Болгарии, министр финансов (1949—1962). В 1948 году — председатель государственной плановой комиссии.
Депутат Народного собрания Болгарии.

## Избранные публикации
- Социалистическото натрупване през първата и втората петилетка в НРБ, София, 1957;
- Икономическо развитие на Народна Республика България, София, 1961.